# Équipe d'Argentine de football à la Coupe du monde 1934
L'équipe d'Argentine de football participe à sa deuxième Coupe du monde de football lors de l'édition 1934 qui se tient dans le royaume d'Italie du 27 mai 1934 au 10 juin 1934.
Portée par l'enthousiasme et le succès de la précédente édition de 1930, trente-deux équipes sont inscrites. Un tour préliminaire inédit est organisé et les seize qualifiés, dont l'Argentine, jouent la phase finale.
L'édition 1930 organisée en Uruguay connait de nombreux désistements des équipes européennes. Les équipes sud-américaines leur en tiennent rigueur et adoptent différentes positions en retour. La nation argentine est vice-championne du monde en titre mais se rend en Europe avec une équipe réserve, au même titre que l'équipe du Brésil. L'équipe d'Uruguay refuse de participer et ne cherche pas à défendre son titre acquis quatre années auparavant.
L'équipe d'Argentine est éliminée dès son premier match par l'équipe de Suède.

## Phase qualificative

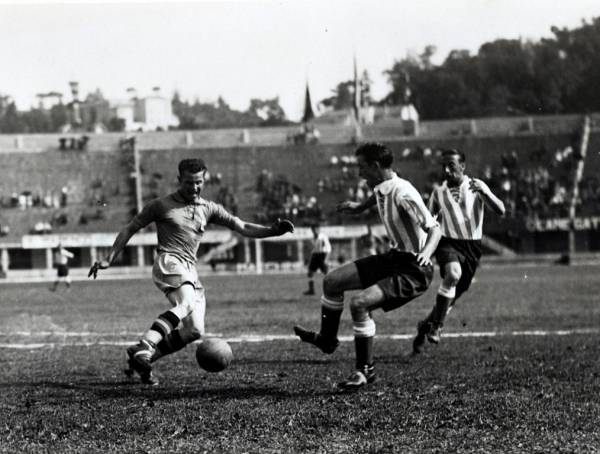
Le suédois Nils Axelsson face à deux joueurs argentins.

Deux places en phase finale sont attribuées à la zone sud-américaine. Seuls l'Argentine, le Brésil, le Chili et le Pérou s'inscrivent.
L'équipe argentine est placée dans le groupe 10 avec le Chili. L'équipe chilienne renonce finalement et l'Argentine se qualifie pour la phase finale de la Coupe du monde sans jouer de match.
|   | Équipe        | Pts | J | G | N | P | BP | BC | Diff |
| - | ------------- | --- | - | - | - | - | -- | -- | ---- |
| 1 | Argentine     |     |   |   |   |   |    |    |      |
| 2 | Chili forfait |     |   |   |   |   |    |    |      |

## Phase finale
L'Argentine est désignée tête de série et affronte la Suède en huitième de finale le 27 mai 1934 au Stadio Littoriale de Bologne. L'équipe d'Argentine mène par deux fois au score, par l'intermédiaire d'Ernesto Belis pour le 1-0 puis par l'intermédiaire d'Alberto Galateo pour le 2-1 mais perd le match par trois buts à deux dans le temps réglementaire.

## Bilan
L'Argentine se classe neuvième sur seize à égalité avec l'équipe de France et l'équipe des Pays-Bas. L'équipe de Suède, qui l'élimine, échoue le tour suivant en quart de finale, et se classe huitième.

## Effectif
Le sélectionneur argentin durant la Coupe du monde est Felipe Pascucci. Il commande un groupe de dix-huit joueurs qui se compose de deux gardiens de but, quatre défenseurs, cinq milieux de terrain et sept attaquants.
| Numéro / Nom       | Numéro / Nom             | Équipe                   | Sél. (but)      | Date de naissance          | J.              |                 |                 |                 |                 |
| Gardiens de but    | Gardiens de but          | Gardiens de but          | Gardiens de but | Gardiens de but            | Gardiens de but | Gardiens de but | Gardiens de but | Gardiens de but | Gardiens de but |
| ------------------ | ------------------------ | ------------------------ | --------------- | -------------------------- | --------------- | --------------- | --------------- | --------------- | --------------- |
|                    | Héctor Freschi           | Sarmiento de Resistencia | - (-)           | 22 mai 1911 (23 ans)       | 1               | 0               | -               | -               | -               |
|                    | Ángel Grippa             | Club Sportivo Alsina     | - (-)           |                            | 0               | 0               | -               | -               | -               |
| Défenseurs         |                          |                          |                 |                            |                 |                 |                 |                 |                 |
|                    | Ramón Astudillo          |                          | - (-)           |                            | 0               | 0               | -               | -               | -               |
|                    | Ernesto Belis            | Defensores de Belgrano   | - (-)           | 1er février 1909 (25 ans)  | 1               | 1               | -               | -               | -               |
|                    | Enrique Chimento         |                          | - (-)           |                            | 0               | 0               | -               | -               | -               |
|                    | Juan Pedevilla           |                          | - (-)           | 6 juin 1909 (24 ans)       | 1               | 0               | -               | -               | -               |
| Milieux de terrain |                          |                          |                 |                            |                 |                 |                 |                 |                 |
|                    | Ernesto Albarracín       |                          | - (-)           |                            | 0               | 0               | -               | -               | -               |
|                    | Arcadio López            |                          | - (-)           | 15 septembre 1910 (23 ans) | 1               | 0               | -               | -               | -               |
|                    | Alfonso Lorenzo          |                          | - (-)           |                            | 0               | 0               | -               | -               | -               |
|                    | José Nehín               |                          | - (-)           | 1er janvier 1911 (23 ans)  | 1               | 0               | -               | -               | -               |
|                    | Constantino Urbieta Sosa | Godoy Cruz               | - (-)           | 12 août 1907 (26 ans)      | 1               | 0               | -               | -               | -               |
| Attaquants         |                          |                          |                 |                            |                 |                 |                 |                 |                 |
|                    | Alfredo Devincenzi       | Racing Club              | - (-)           | 24 janvier 1911 (23 ans)   | 1               | 0               | -               | -               | -               |
|                    | Alberto Galateo          | Club Atlético Unión      | - (-)           | 1er janvier 1913 (21 ans)  | 1               | 1               | -               | -               | -               |
|                    | Roberto Irañeta          | Gimnasia Mendoza         | - (-)           | 21 mars 1915 (19 ans)      | 1               | 0               | -               | -               | -               |
|                    | Luis Izzeta              |                          | - (-)           |                            | 0               | 0               | -               | -               | -               |
|                    | Francisco Pérez          |                          | - (-)           |                            | 0               | 0               | -               | -               | -               |
|                    | Francisco Rúa            | Sportivo Dock Sud        | - (-)           | 4 février 1911 (23 ans)    | 1               | 0               | -               | -               | -               |
|                    | Federico Wilde           | Club Atlético Unión      | - (-)           | 1er janvier 1909 (25 ans)  | 1               | 0               | -               | -               | -               |
| Sélectionneur      |                          |                          |                 |                            |                 |                 |                 |                 |                 |
|                    | Felipe Pascucci          |                          |                 |                            |                 |                 | -               |                 |                 |

 = capitaine --  Gardien de butDéfenseurMilieu de terrainAttaquantSélectionneur

## Navigation